# Folke Uddbo
Erik Folke Uddbo (till 1949 Eriksson), född 5 augusti 1910 i Söderbärke, Kopparbergs län, död 5 juli 1995 i Västerås, var en svensk målare, tecknare och grafiker.
Han var son till järnbruksarbetaren Erik Bernhard Eriksson och hans hustru Signe Vilhelmina och från 1952 gift med Sajda Vally Eleonora Uddbo. Han arbetade först inom en rad olika verksamheter bland annat inom jordbruk, skogsbruk och verkstadsindustrin innan han utbildade sig till yrkesmålare. Arbetet som målare ledde till att hans intresse för konstmålning väcktes och han studerade först på egen hand och med hjälp av korrespondensundervisning. Efter att han deltagit i några kvällskurser studerade han konst vid Berggrens målarskola 1943–1944 och vid Otte Skölds målarskola 1946 och 1949. Han fortsatte därefter sina studier vid Académie de la Grande Chaumière i Paris 1956 och vid Pernbys målarskola 1957. Han tilldelades ett stipendium från Franska institutet 1956 och Västmanlands läns konstförenings stipendium 1962. Separat ställde han bland annat ut i Fagersta och han medverkade några gånger i Västerås konstförenings julutställningar i början av 1960-talet samt medverkat i ett flertal vandrings- och samlingsutställningar arrangerade av Västmanlands läns konstförening. Han var representerad i en vandringsutställning med västmanländska konstnärer som visades i bland annat Dortmund och Essen 1959. 
Hans konst består huvudsakligen av landskapsskildringar men han har även utfört stilleben och figurer i mindre omfattning. Ha arbetade med oljemåleri, akvarell, pastell, teckningar och träsnitt. Som illustratör medverkade han i Västmanlands Folkblad.